# 完史
完史（かんし、アラビア語: الكامل في التاريخ アル・カーミル・フィイル・ターリーフ、英語: The Complete History）は、イブン・アル＝アスィールによる、イスラム世界の古典歴史書である。完史は1231年頃に編纂され、イスラム世界の歴史作品の中でも有数の貴重な歴史書と評価を受けている。

## ルーシ族
イブン・アル＝アスィールのルーシ族に関する記述は主に民族学的な意味合いを持つものではなく、特定の習慣や詳細な分布域に関して検証したものではない。むしろ、アスィールは傭兵としてビザンツ帝国に仕え、カスピ海地方に急襲をかけてくる者としてのルーシ族の軍事的な重要性について懸念している。完史の中のルーシ族に関する複数の註釈がビザンツ帝国の軍事作戦と関連がある。アル・ムカッダシー（محمد بن أحمد شمس الدين المقدسي、945～1000年頃）の時代にはヴァリャーグの戦略的な重要性はアラブ人により認識されており、ルーシ族を「ビザンツ帝国の両輪」 (jinsān min ar-Rūmī)として描いている。
完史においてルーシ族が初めて登場するのは943年、カフカス地方においてルーシ族の略奪に関連する記述であり、次にルーシ族の記述が登場するのは1071年におこったマラズギルトの戦いに対しルーシ族が参戦したとする記述である。

## 十字軍
完史ではその大部分において十字軍の時代を扱っている。この箇所はD.S.リチャーズにより3巻の書籍に翻訳されており、ザンギー、ヌールッディーン、そしてサラーフッディーンの時代における十字軍の侵攻を取り上げている。実際に、イブン・アル＝アスィールの十字軍の到来に関する記述は初期十字軍に対するムスリム（イスラム教徒）の見解に関し特に多くの情報を提供している。
十字軍の侵攻に関する記述の中で、アスィールは十字軍による侵攻の要因を政治的な陰謀と歴史的な連続性の問題であると特徴付けている。歴史的な連続性の観点において、イブン・アル＝アスィールは十字軍の侵攻をフランク人の征服が長期化したものの一部であるとし、単なる散発的な出来事として捉えていたようである。イブン・アル＝アスィールは侵攻の始まりを1085～86年のフランク人による初のアル・アンダルスというイスラム世界への侵攻に見ている。さらに、彼は十字軍を1091年に起きたシチリア島征服と結びつけて捉えている。
同時に、イブン・アル＝アスィールは十字軍の侵攻に結びついた直接的な要因として3つの政治的な陰謀を取り上げている。その3つとはシチリア伯ルッジェーロ1世、ファーティマ朝、ビザンツ帝国皇帝アレクシオス1世コムネノスである。第一に、イブン・アル＝アスィールはボードゥアン指揮下の十字軍（フランドル伯ボードゥアン1世やエルサレム王ボードゥアン1世で構成されていた）がどのような経緯でルッジェーロ1世により操られてシリアへと侵攻しエルサレムへと向かったのかについて記述している。イブン・アル＝アスィールはその著書の中で、ルッジェーロ1世がアフリカへと侵攻する際に、シチリア島を中継地点として利用するというボードゥアンの要求に関する同僚の意見を遮るために「片足を掲げて大きく放屁をした」と言われているという興味深い記述を残している。ルッジェーロ1世がそのような無作法な行動をとったとは考えにくく、これはイブン・アル＝アスィールにより創作された一種の個人的な見解であるように思われる。というのも、ムスリムの著作家の間では意図的に「無作法、下品」をもって敵を描くことはさほど一般的ではなかったためである。導入部において、イブン・アル＝アスィールはルッジェーロ1世の政治的打算を描いている。アンティオキアで開始して十字軍の気勢を上げた政治的陰謀の一端と同様に、 「穀物収入を守るため」シチリア島を通って北アフリカに進めていたボードゥアン指揮下のフランク軍を、方角を変えてシリアやエルサレムへと差し向けたルッジェーロ1世の政治的洞察力について検証している。以上から、イブン・アル＝アスィールが十字軍を1097年のアンティオキア攻囲戦を持って始まったと結論づけ、十字軍は単に長きにわたるフランク人の征服活動の一部であり、全く別個の問題であるという位置づけをしなかったことは驚くことではない。なぜなら、シャルトルのフルチャーのような当時のヨーロッパの歴史編纂者にも同様の傾向が見られるからである。加えて、イブン・アル＝アスィールはルッジェーロ1世がフランク王国軍をシリアへと方角を変えて差し向けた別の理由として、アフリカのムスリム統治者と親密な関係を維持することに関心を持っていたためであると考察している。
第一次十字軍結成の要因であるとイブン・アル＝アスィールが指摘した2つ目の政治的な陰謀はシーア派の王朝であったエジプトのファーティマ朝である。イブン・アル＝アスィールは単なる副次的な問題であるとしつつも、彼はかなり明確に、ファーティマ朝はセルジューク朝の勢力拡大をおそれ、セルジューク朝の侵攻からファーティマ朝のエジプトを守るためフランク人を利用しようと考え、結果としてフランク人によるシリア侵攻を引き出す要因となったと結論づけている。興味深いことに、イブン・アル＝アスィールはファーティマ朝はムスリムではないと記述しており、セルジューク朝のスンナ派ムスリムがスンナ派ではないファーティマ朝を「異教徒」による政権のように見ていたことが窺える。
十字軍結成、発展に影響を及ぼした第三の原因はビザンツ帝国皇帝である。イブン・アル＝アスィールはビザンツ帝国皇帝アレクシオス1世コムネノスがフランク人に対し、ビザンツ帝国領からレバントへと抜ける際の通行証と引き換えに、皇帝のためアンティオキアを征服することに賛同するよう強要した様を描いている。イブン・アル＝アスィールはビザンツ帝国皇帝の真の意図は「十字軍にムスリムを攻撃するよう煽動することであり、当時領土獲得を視野に入れていた小アジアにおいて無敵を誇っていたトルコ人を一人残らず根絶やしにする確信を得ること」であったと記述している。再度、イブン・アル＝アスィールは第一次十字軍の侵攻を、政治権力者の命令に操られていたフランク軍の生み出したものであるとしている。
第一次十字軍の開始の観点において、イブン・アル＝アスィールは1097年7月に起きたアンティオキア奪還を開始点として描いている。完史の記述において、イブン・アル＝アスィールはアンティオキアの統治者であったヤーギー・スィヤーンが内部反乱をおそれアンティオキアのキリスト教徒を追い出した過程を記述している。興味深いことに、イブン・アル＝アスィールは、アンティオキアではキリスト教徒を十字軍参加から引き留めようとキリスト教徒の家族を人質にとっていたという明確な状況が存在するにもかかわらず、キリスト教徒追放を「保護」の行動として記述しており、ヤーギー・スィヤーンはアンティオキアのキリスト教徒の家族を守ろうとしたとしている。さらに、イブン・アル＝アスィールはアンティオキア陥落の要因を、十字軍を水門を通って侵入させたアンティオキアの胸当て職人による裏切りと、混乱に陥って遁走したヤーギー・スィヤーンにあるとしている。いずれにせよ、ヤーギー・スィヤーンの逃亡を臆病ではなくパニックによるものではないかと考察しているように、イブン・アル＝アスィールの記述はかなりの部分が断片的な情報である。彼はヤーギー・スィヤーンを、逃亡後大きな悲しみと後悔で苦しんでいると描いている。さらに、イブン・アル＝アスィールはフランク人の人を欺くような数々の行為を描き、アレッポとダマスカスの統治者に相手は「都市の統治者に対し、アンティオキアを助けに加勢することを思いとどまらせようとする際に」、「かつてビザンツ帝国に属した都市以外のいかなる都市にも興味はないといった」とメッセージを伝えている。
さらに、イブン・アル＝アスィールはアンティオキア包囲失敗を敗北に終わったとしている。興味深いことに、イブン・アル・アスィールが攻城の期間中の出来事としてペトルス・バルトロメオによる聖槍の発見を取り上げているが、ペトルス・バルトロメオに関する記述の中で、バルトロメオはそのような「発見」に先立ちある場所に槍を埋めたと述べている。これは十字軍遠征当時極めて非理性的であった西ヨーロッパのキリスト教徒の文化と比較して、イスラム教徒の文化が相当程度理性的であったことを反映しているように思われる。攻城に関しては、イブン・アル＝アスィールは失敗の要因を、ムスリムへと命令し、ムスリムを軽侮をもって扱い、好機にフランク人傭兵を殺戮することを妨げたテュルク系軍人のケルボガにもとめている。イブン・アル＝アスィールの攻城に関する記述はフランク軍の圧勝にて終わっている。しかし、これは1099年、十字軍によるエルサレム攻囲戦の第一段階にすぎない。

## セルジューク朝
D.S.リチャーズはセルジューク朝の歴史を扱った章の大部分に関しても翻訳を行った。

## 参考資料
- al-Athir, Ali ibn (2008), The Chronicle of Ibn al-Athir for the Crusading Period from al-Kamil fi'l-Ta'rikh, 3, Translated by D. S. Richards, London: Ashgate Publishing, ISBN 978-0754669524
- Gabrieli, Francesco (1969), Arab Historians of the Crusades: Selected and Translated from the Arabic Sources, The Islamic World, Translated by E. J. Costello, London: Routledge, ISBN 978-0-415-56332-1
- Peters, Edward (1971), The First Crusade: "The Chronicle of Fulcher of Chartres" and Other Source Materials, The Middle Ages Series, Philadelphia: University of Pennsylvania Press, ISBN 978-0-8122-1656-1